# 144000 (număr)
144000 este un număr natural. El are o semnificație în mai multe mișcări religioase. În calendarul maiaș, un baktun este o perioadă de 144000 de zile. 

## Creștinism

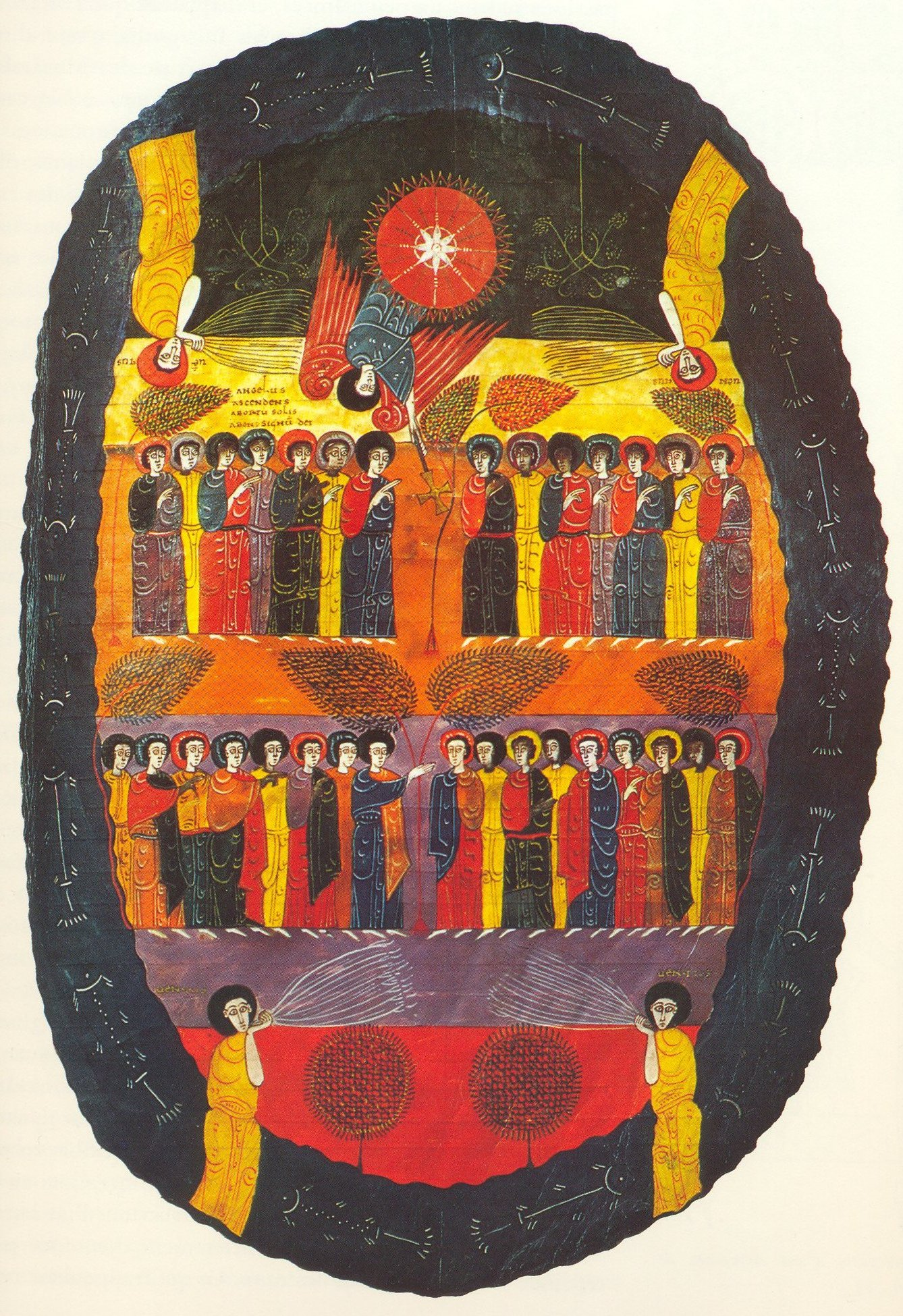
Cei patru îngeri, stând la cele patru unghiuri ale pământului, ținând cele patru vânturi ale pământului și Cei 144000 de pecetluiți pe frunte din Apocalipsa cap. 7

Numărul 144000 are o semnificație religioasă pentru creștini, deoarece acest număr apare în Cartea Apocalipsei din Noul Testament. Cei 144000 sunt menționați de trei ori în Cartea Apocalipsei:
Apocalipsa 7:3-8:
Zicând: Nu vătămați pământul, nici marea, nici copacii, până ce nu vom pecetlui, pe frunțile lor, pe robii Dumnezeului nostru. Și am auzit numărul celor pecetluiți: o sută patruzeci și patru de mii de pecetluiți, din toate semințiile fiilor lui Israel: Din seminția lui Iuda, douăsprezece mii de pecetluiți; din seminția lui Ruben, douăsprezece mii; din seminția lui Gad, douăsprezece mii; Din seminția lui Așer, douăsprezece mii; din seminția lui Neftali, douăsprezece mii; din seminția lui Manase, douăsprezece mii; Din seminția lui Simeon, douăsprezece mii; din seminția lui Levi, douăsprezece mii; din seminția lui Isahar, douăsprezece mii; Din seminția lui Zabulon, douăsprezece mii; din seminția lui Iosif, douăsprezece mii; din seminția lui Veniamin, douăsprezece mii de pecetluiți.
Apocalipsa 14:1:
Și m-am uitat și iată Mielul stătea pe muntele Sion și cu El o sută patruzeci și patru de mii, care aveau numele Lui și numele Tatălui Lui, scris pe frunțile lor.
Apocalipsa 14:3-5:
Și cântau o cântare nouă, înaintea tronului și înaintea celor patru ființe și înaintea bătrânilor; și nimeni nu putea să învețe cântarea decât numai cei o sută patruzeci și patru de mii, care fuseseră răscumpărați de pe pământ. Aceștia sunt care nu s-au întinat cu femei, căci sunt feciorelnici. Aceștia sunt care merg după Miel ori unde se va duce. Aceștia au fost răscumpărați dintre oameni, pârgă lui Dumnezeu și Mielului. Iar în gura lor nu s-a aflat minciună, fiindcă sunt fără prihană.
Numerele 12000 și 144000 sunt interpretate în mod diferit în creștinismul tradițional. Unii, considerând că numerele din Apocalipsă sunt simbolice, cred că reprezintă toți oamenii lui Dumnezeu de-a lungul istoriei din Biserica cerească.  
Acest număr, se zice, este legat de Pomul Vieții și de simbolul Divinității care e un cerc. De aici le-a venit unora ideea sa pună în legătură cu cele 12 luni (semințiile sunt în legătură cu lunile și pomul vieții) ale anului pe cei 144000. Facând această legătură ei consideră lumea lui Dumnezeu și a Mielului (lui Hristos i se mai spune și „Soarele Dreptății”) locul unde „noapte nu va mai fi” etc...  ... deci zi de zi pe parcursul a 360 (raza cercului) și ceva de zile toate vor fi pline de Lumina Sa. Este o alegorie interesanta pe care Sf. Ioan o realizează. La fel și semnul Tatălui este de fapt Sfânta Cruce în viziunea ei primară (identică cu cea din realitate - cine citește... să ințeleagă..) sub forma literei T (tau în greaca). Numarul 1000 reprezintă perfecțiunea absolută (10 e semiperfecțiunea, 100 e perfecțiunea) și trebuie interpretat ca atare: simbolul indestructibilității și infinității Divine. Orice s-ar spune, "Apocalipsa lui Ioan" este plina de elemente simbolice și nu multi au curajul sa încerce o interpretare.
Alții insistă că numerele 12000 și 144000 sunt numere literale și reprezintă fie descendenții lui Iacov (numit și Israel în Biblie), fie pe cei cărora Dumnezeu le-a dat un destin superior cu un rol distinct în momentul sfârșitului lumii. 
Una dintre interpretări este că cei 144.000 sunt evrei recent convertiți ca evangheliști și trimiși să aducă pe păcătoși înapoi la Iisus Cristos în timpul perioadei necazului de șapte ani.
O altă interpretare este că cei 144000 reprezintă o versiune mai mare a vechii armatei israelite trimisă la sfârșitul perioadei Marelui Necaz pentru a ucide pe cei nelegiuiți.
Preteriștii cred că cei 144000 sunt evreii creștini pecetluiți pentru salvarea de la Distrugerea Iersualimului din anul 70.  
Misionarul Tim LaHaye, în comentariile sale "Revelation: Illustrated and Made Plain" revizuite (Zondervan, 1975 {prima apariție în 1973}), consideră că cei 144000 din Apocalipsa cap. 7 și cei 144.000 din Apocalipsa cap. 14 sunt două grupuri diferite de oameni, foștii  evrei și, respectiv, ultimii creștinii.

### Martorii lui Iehova
Martorii lui Iehova cred că exact 144000 de oameni vor fi ridicați la ceruri ca să-și petreacă veșnicia cu Dumnezeu, ca ființe spirituale. Ei cred că acest număr este format din primii creștini și din Martorii lui Iehova care pretind a fi unși (sau Israelul spiritual), mai degrabă decât să fie format din descendenții literali ai lui Iacov. 
Martorii lui Iehova cred că cei 144000 au fost selectați de Dumnezeu din vremea apostolilor lui Iisus până în epoca modernă. Ei cred că cei 144 de mii (termen pe care îl consideră a fi sinonim cu turma mică din Luca 12:32 Arhivat în 7 iunie 2011, la Wayback Machine.) au o speranță ceresacă și vor domni alături de Hristos, în timp ce toate celelalte persoane acceptate de Dumnezeu (celelalte oi din Ioan 10:16 Arhivat în 7 iunie 2011, la Wayback Machine., care include și marea mulțime din Apocalipsa 7:9,14 Arhivat în 7 iunie 2011, la Wayback Machine.), vor  trăi pentru totdeauna într-un paradis pământesc (o speranță pământească).
Potrivit Martorilor lui Iehova, primii din cei 144000 s-au ridicat la ceruri din mormintele lor în anul 1918, iar ceilalți, care mor după 1918, vor merge direct la cer imediat după moartea lor. Aproape 11000 de Martori din toată lumea -cu o creștere de mai mult de 2.000/an începând din 1995- pretind că fac parte din cei 144000 de unși. Restul din cei 144000 care sunt încă în viață (rămășita) sunt considerați a fi robi fideli și discreți care au autoritate asupra Martorilor lui Iehova, deși, în practică, toate deciziile doctrinare sunt luate de către organismul de conducere al Martorilor lui Iehova, cel care spune că reprezintă clasa robilor.
| Învățături Tradiționale Protestante | Învățături Corespondente ale Martorilor lui Iehova |
| --- | --- |
| 1) 12000 și 144000 reprezintă, figurat, toți oamenii lui Dumnezeu; sau 2) Literalmente 144000 de oameni (12000 din fiecare trib) vor fi aleși din triburile lui Israel. | 12.000 reprezintă figurat Israelul spiritual, mai degrabă decât, literal, națiunea 144000 este literal și face referire la cei unși. |
| Toți creștinii sunt născuți din nou și vor petrece veșnicia alături de Dumnezeu.                                                                                        | Doar 144 de mii de credincioși sunt născuți din nou. Aceștia vor fi ridicați la cer pentru a petrece veșnicia cu Dumnezeu. Credincioși care nu sunt născuți din nou au o speranță pământescă de a trăi pentru totdeauna în paradis pe pământ. |

### Secta Skoptzi
Secta creștină Skoptzi din Rusia credea că Mesia va veni atunci când membrii lor vor fi în total de 144000 de persoane și toate eforturile lor au fost direcționate în atingerea acestui număr.

## Islam
144000 se presupune că este numărul de Sahabah (însoțitorii lui Mahomed), deși au fost date alte numere. De asemenea, reprezintă numărul total al profeților în Islam, deși s-a mai spus că numărul total al acestora este 124000 sau 244000. Numărul actual al profeților sau cel al companionilor (Sahaba) lui Mohamed nu este cunoscut, totuși în Coran au fost menționate 25 de nume.

## Mișcări New Age
Numărul 144000 este semnificativ și în diferite mișcări religioase New Age:
- Cântecul celor 144.000 (Song of the 144,000) este un poem de J. J. Dewey cu caracteristici vizibile în romanul New Age The Immortal
- Biserica Universală și Triumfantă (Church Universal and Triumphant) învață că Sanat Kummara și Lorzii Focului au adus, de asemenea, 144 de mii de suflete cu ei de pe Venus.
- Religia New Age numită Raëlism precizează că există 144000 de persoane alese pentru a continua existența omenirii în cazul unui viitor dezastru[21].
- Biserica satirică a lui SubGenius consideră că undeva între 144000 și 144 de persoane vor fi luate cu Xists la bordul farfuriilor plăcerii.

## Cultura populară
- 144,000 Gone este o melodie din 1984 a trupei de speed metal/thrash metal Agent Steel

## Alte utilizări
- Un Baktun este un ciclu de 20 de katun din calendarul maiaș și are exact 144000 zile.
- În seria de benzi desenate de John DeChancie numită Castelul, 144000 de uși (sau de aspecte) din Castel duc fiecare către un alt univers paralel.